# Wiktoryn (Lubimow)
Wiktoryn, imię świeckie Walentin Dmitrijewicz Lubimow (ur. 5 kwietnia?/17 kwietnia 1821 w Lisinie, zm. 9 sierpnia?/21 sierpnia 1882 w Kamieńcu Podolskim) – rosyjski biskup prawosławny.

## Życiorys
Był synem kapłana prawosławnego. Ukończył seminarium duchowne w Kałudze, po czym w 1843, jako mężczyzna żonaty przyjął święcenia kapłańskie. Pracę duszpasterską prowadził w Borowsku, gdzie zdobył szacunek wiernych swoją postawą w czasie epidemii. W 1850, po śmierci żony, wstąpił jako posłusznik do monasteru Narodzenia Matki Bożej i św. Pafnucego Borowskiego w Borowsku. W tym samym roku rozpoczął studia teologiczne w Petersburskiej Akademii Duchownej. Wieczyste śluby mnisze złożył 20 października 1852. Rok później, po uzyskaniu końcowego dyplomu, został skierowany do pracy w charakterze inspektora w seminarium duchownym w Smoleńsku. W 1855 obronił dysertację magisterską.
W 1857 otrzymał godność archimandryty. Od tego samego roku wykładał w Petersburskiej Akademii Duchownej teologię moralną i pastoralną, następnie został także inspektorem. Z powodu swojej surowości nie był popularny wśród studentów szkoły i w związku z tym w 1858 został przeniesiony do pracy w seminarium w Kostromie, gdzie pełnił obowiązki rektora, tradycyjnie łącząc je z funkcją przełożonego monaster Zaśnięcia Matki Bożej w Igricy. W 1860 został przeniesiony po raz kolejny, tym razem na stanowisko rektora seminarium duchownego w Tyflisie i przełożonego monasteru Przemienienia Pańskiego w tym samym mieście.
Pracę duszpasterską łączył z działalnością publicystyczną. Swoje teksty, poświęcone przede wszystkim zagadnieniom homiletyki i praktycznej działalności duszpasterskiej, publikował w pismach cerkiewnych „Christianskoje cztienije” i „Prawosławnyj sobiesiednik”. Wiktoryn (Lubimow) był również redaktorem rosyjskiego wydania dzieł św. Jana Chryzostoma. Opublikował także podręcznik do nauki czytania i pisania w językach rosyjskim i cerkiewnosłowiańskim, który od pierwszej publikacji w 1871 do 1892 był dziesięciokrotnie wznawiany.
21 sierpnia 1868 został nominowany na biskupa czeboksarskiego, wikariusza eparchii kazańskiej. Chirotonię biskupią przyjął 3 listopada tego samego roku. Po czternastu latach Świątobliwy Synod Rządzący przeniósł go na katedrę połocką, zaś w 1882 mianował go biskupem podolskim. Zmarł w Kamieńcu Podolskim i został pochowany w miejscowym soborze Kazańskiej Ikony Matki Bożej.